# Ardisia devogelii
Ardisia devogelii är en viveväxtart som beskrevs av Benjamin Clemens Masterman Stone. Ardisia devogelii ingår i släktet Ardisia och familjen viveväxter. Inga underarter finns listade i Catalogue of Life.